# Swerdlow
Swerdlow – wieś w Armenii, w prowincji Lorri. W 2011 roku liczyła 1033 mieszkańców.